# Biogas

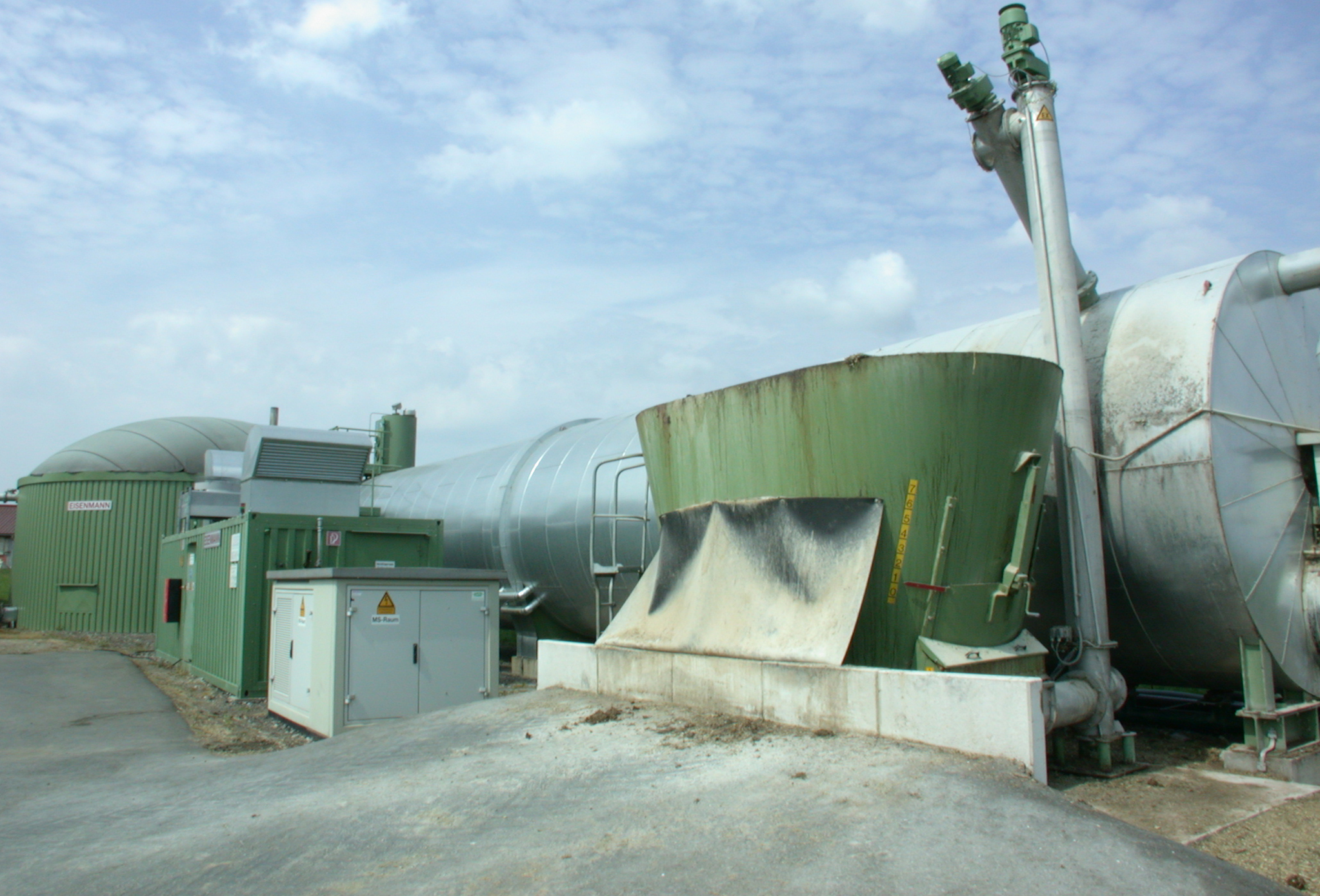
Biogas trong một trang trại ở Niederbrechen, Hesse, Đức

Biogas /ˈbaɪ.əʊˌɡæs/ hay khí sinh học là hỗn hợp khí methane (CH4) và một số khí khác phát sinh từ sự phân huỷ các vật chất hữu cơ. Methane cũng là một khí tạo ra hiệu ứng nhà kính gấp 21 lần hơn khí cacbonic (CO2). Theo ước tính của Bộ Năng lượng Hoa Kỳ, nếu sử dụng tất cả nguồn nguyên liệu có thể tạo ra khí sinh học để dùng trong vận chuyển thì lượng năng lượng này có thể làm giảm 500 triệu tấn khí cacbonic hàng năm, tương đương với số lượng 90 triệu xe dùng trong một năm.

## Thành phần
Thành phần chính của Biogas là CH4 (50,60%) và CO2 (»30%) còn lại là các chất khác như hơi nước N2, O2, H2S, CO … được thủy phân trong môi trường yếm khí, xúc tác nhờ nhiệt độ từ 20 - 40 oC, Nhiệt trị thấp của CH4 là 1012 Btu/ft3 (37,71.103KJ/m3)  do đó có thể sử dụng biogas làm nhiên liệu cho động cơ đốt trong. Để sử dụng biogas làm nhiên liệu thì phải xử lý biogas trước khi sử dụng vì có thể tạo nên hỗn hợp nổ với không khí. Khí H2S có thể ăn mòn các chi tiết trong động cơ, sản phẩm của nó là SOx cũng là một khí rất độc. Hơi nước có hàm lượng nhỏ nhưng ảnh hưởng đáng kế đến nhiệt độ ngọn lửa, giới hạn cháy, nhiệt trị thấp và tỷ lệ không khí/nhiên liệu của Biogas.

## Hoạt động
Nguyên liệu nạp được nạp vào bể phân giải qua cửa nạp nguyên liệu vào cho đến khi ngập mép dưới của cửa, cửa nạp nguyên liệu và cửa xả khoảng 60 cm. Lúc này áp suất khí trong bể phân giải bằng (P=0). Khí sinh ra được tích tụ trong ngăn chứa khi sinh ra áp suất đẩy dịch phân giải dâng lên theo cửa nạp nguyên liệu và cửa xả. Độ chênh giữa hai bề mặt dịch phân giải cửa nạp nguyên liệu/cửa xả và ngăn chứa khí tạo nên áp suất trong bể đẩy khí sinh ra vào ống thu khí và đường ống dẫn khí đến nơi sử dụng. Khí được sử dụng để đun nấu, thắp sáng, bình nước tắm nóng lạnh tự động, máy phát điện... Khí được sử dụng hết, áp suất trong ngăn chứa khí bằng 0, thiết bị trở về trạng thái ban đầu. Vì cửa nạp nguyên liệu đã được bịt kín nên ở  trạng thái Pmax, dịch phân giải chỉ được đẩy ra theo cửa xả. Trong quá trình hoạt động, bề mặt của dịch phân giải luôn luôn lên xuống làm cho tiết diện luôn luôn thay đổi trong ngày do vậy có tác dụng phá váng. Năng suất khí m³ khí/m³ phân giải/ngày 0,32 lượng khí đủ dùng. Sản lượng khí trung bình đạt 2,24 m³/ngày. Từ 10 kg phân lợn trở lên hàng ngày có thể sản xuất được 400 - 500 lít khí, đủ để cung cấp nhiên liệu cho gia đình 04 người sử dụng, đối với chiếu sáng có thể đạt độ sáng tương đương đèn sợi tóc 60W...
Về mặt cấu tạo bể bao gồm 3 bộ phận chính là bể phân giải, bộ phận chứa khí và bộ phận điều áp. Cả ba bộ phần này đều được kết hợp nằm trong một khối. Cả khối được chôn chìm dưới mặt đất.
Thiết kế của thiết bị compozite gồm những bộ phận sau:
-  Bể phân giải;
-  Ngăn chứa khí;
-  Ống dẫn khí;
-  Cửa nạp nguyên liệu (ống lối vào);
-  Cửa xả (ống lối ra).